# Gran Premi de Dottignies
El Gran Premi de Dottignies és una cursa ciclista femenina que es disputava anualment als voltants de Dottignies, a Bèlgica, des del 2002. Formava part del calendari de la Unió Ciclista Internacional. L'any 2019 va ser suspesa per manca de senyalitzadors amb moto.
Ja no se'n van disputar més edicions i va ser substituïda per la Volta a Mouscron.

## Palmarès
| Any  | Vencedor               | Segon             | Tercer                    |         |
| ---- | ---------------------- | ----------------- | ------------------------- | ------- |
| 2002 | Alessandra Cappellotto | Anja Nobus        | Vera Koedooder            |         |
| 2003 | Baukje Doedee          | Debby Mansveld    | Evy Van Damme             |         |
| 2004 | Olga Sljussarewa       | Tanja Hennes      | Valentina Karpenko        |         |
| 2005 | Nicole Cooke           | Katie Brown       | Oenone Wood               |         |
| 2006 | Oenone Wood            | Sigrid Corneo     | Suzanne de Goede          |         |
| 2007 | Giorgia Bronzini       | Rochelle Gilmore  | Regina Schleicher         |         |
| 2008 | Marianne Vos           | Kirsten Wild      | Grete Treier              |         |
| 2009 | Sarah Düster           | Trixi Worrack     | Chantal Blaak             |         |
| 2010 | Kirsten Wild           | Giorgia Bronzini  | Monia Baccaille           |         |
| 2011 | Emma Johansson         | Monia Baccaille   | Annemiek van Vleuten      |         |
| 2012 | Monia Baccaille        | Emma Johansson    | Alona Andruk              |         |
| 2013 | Vera Koedooder         | Iris Slappendel   | Sanne van Paassen         |         |
| 2014 | Giorgia Bronzini       | Shelley Olds      | Lucy Garner               |         |
| 2015 | Roxane Fournier        | Chloe Hosking     | Pascale Jeuland           |         |
| 2016 | Giorgia Bronzini       | Marta Bastianelli | Roxane Fournier           |         |
| 2017 | Jolien D'Hoore         | Chloe Hosking     | Jelena Erić               |         |
| 2018 | Marta Bastianelli      | Elisa Balsamo     | Pascale Jeuland-Tranchant |         |
| 2019 | suspesa                | suspesa           | suspesa                   | suspesa |